# Saint-Barthélemy, Landes
Saint-Barthélemy (gaskonsko Sent Bertomiu) je naselje in občina v francoskem departmaju Landes regije Akvitanije. Naselje je leta 2011 imelo 378 prebivalcev.

## Geografija
Kraj leži v pokrajini Gaskonji 40 km jugozahodno od Daxa, 15 km vzhodno od Bayonna.

## Uprava
Občina Saint-Barthélemy skupaj s sosednjimi občinami Biarrotte, Biaudos, Ondres, Saint-André-de-Seignanx, Saint-Laurent-de-Gosse, Saint-Martin-de-Seignanx in Tarnos sestavlja kanton Saint-Martin-de-Seignanx s sedežem v Saint-Martinu. Kanton je sestavni del okrožja Dax.

## Zanimivosti
- cerkev sv. Jerneja;